# منیا القمح
منیا القمح نام شهر و شهرستانی در استان شرقی مصر است.